# (2499) Brunk
(2499) Brunk (1978 VJ7) – planetoida z grupy pasa głównego asteroid okrążająca Słońce w ciągu 5,48 lat w średniej odległości 3,11 au. Odkryta 7 listopada 1978 roku.